# Parablepsia
Albums de Mami Kawada
Square the Circle
(2012)
Compilations par Mami Kawada
Mami Kawada Best -Birth-
(2013)
Singles
Parablepsia est le 5e album de Mami Kawada, sorti sous le label Geneon Entertainment le 16 septembre 2015 au Japon.

## Présentation
Il contient 2 de ses derniers singles, Borderland et Break a spell.

## Liste des titres
Toutes les paroles sont écrites par Mami Kawada.
| 1.  | Parablepsia      |  |
| 2.  | Borderland       |  |
| 3.  | I...civilization |  |
| 4.  | Enchantress      |  |
| 5.  | Eager Eyes       |  |
| 6.  | Pist             |  |
| 7.  | Fly Blind        |  |
| 8.  | Here...          |  |
| 9.  | Howl             |  |
| 10. | It's no big deal |  |
| 11. | Replica_nt       |  |
| 12. | Break a spell    |  |
| 13. | Dendritic Quartz |  |